# Sergio Domini
Sergio Domini (Udine, 11 marzo 1961) è un ex calciatore italiano, di ruolo centrocampista.

## Carriera
Acquistato da Paolo Mazza per la sua SPAL, venne mandato in prestito fra i dilettanti all'Argentana e ceduto successivamente in Serie C2 alla Rondinella. Militò in vari club italiani: Modena, Genoa, Roma (che lo acquista per 1,8 miliardi di lire, rientrando nella trattativa per Ruggiero Rizzitelli) Cesena, Lazio, Brescia e Lucchese giocando in Serie A e Serie B.
Chiuse la carriera in Romagna, a Lugo, vestendo la maglia del Baracca Lugo fino a 35 anni.
Allenatore e Dirigente
Ha allenato il Cesenatico per poi coprire anche il ruolo di direttore tecnico. Passato alla Sanvitese come responsabile del settore giovanile. Ha allenato il Dynamik Ronco. 
Negli anni successivi è stato responsabile del settore giovanile del Val Bidente. 
Nella stagione 2023/2024 è diventato responsabile del settore giovanile del Forlì FC.

## Palmarès

### Competizioni nazionali
- Campionato italiano di Serie B: 1

Brescia: 1991-1992
- Campionato italiano di Serie C1: 1

Modena: 1985-1986

### Competizioni internazionali
- Coppa Anglo-Italiana: 1

Brescia: 1993-1994